# Distrito de Narmada
Narmada (en guyaratí; નર્મદા જિલ્લો ) es un distrito de India en el estado de Guyarat . Código ISO: IN.GJ.NR.
Comprende una superficie de 2 755 km².
El centro administrativo es la ciudad de Rajpipla.

## Demografía
Según censo 2011 contaba con una población total de 590 379 habitantes.